# Rhadinella montecristi
Rhadinella montecristi — вид змій родини полозових (Colubridae). Мешкає в Центральній Америці.

## Поширення і екологія
Rhadinella montecristi мешкають в горах на території східної Гватемали, північного Сальвадору, західного і центрального Гондурасу. Вони живуть у вологих гірських і хмарних тропічних лісах, серед опалого листя. Зустрічаються на висоті від 1370 до 2620 м над рівнем моря.

## Збереження
МСОП класифікує цей вид як вразливий. Rhadinella montecristi загрожує знищення природного середовищ.